# Dobles vides
Dobles vides (títol original en francès, Doubles vies) és una pel·lícula de comèdia francesa del 2018 dirigida per Olivier Assayas. És protagonitzada per Guillaume Canet, Juliette Binoche, Vincent Macaigne, Nora Hamzawi, Christa Théret, i Pascal Greggory. Va ser seleccionada per ser projectada a la secció de competició principal del 75a Mostra Internacional de Cinema de Venècia el 2018. Va ser llançat a França el 16 de gener de 2019 per Ad Vitam Distribution. S'ha subtitulat al català.

## Argument
L'editor literari Alain es nega a publicar per primera vegada la novel·la de Léonard. L'empresa d'Alain contracta una jove, Laure, per adaptar-se a l'era digital. Alain dorm amb Laure. La dona d'Alain, Selena, és actriu. Fa anys que té una aventura amb Léonard. Valérie, la dona de Léonard, és consultora política d'esquerres. No té gaire interès en les circumstàncies del seu marit.

## Repartiment
- Guillaume Canet com Alain Danielson
- Juliette Binoche com a Selena
- Vincent Macaigne com a Léonard Spiegel
- Christa Théret com a Laure
- Nora Hamzawi com a Valérie
- Pascal Greggory com a Marc Antoine
- Antoine Reinartz com a Blaise

## Producció
El títol original de la pel·lícula era E-book, però Olivier Assayas el va canviar perquè pensava que "era una mica massa tècnic i massa fred". Va trigar uns 2 anys a acabar d'escriure el guió. Va afirmar que els temes de la pel·lícula inclourien "com ens adaptem o no a la manera com canvia el món." La pel·lícula fou rodada en Super 16 mm. El rodatge va tenir lloc a París.

## Estrena
La pel·lícula es va estrenar a la 75a Mostra Internacional de Cinema de Venècia el 31 d'agost de 2018. Abans de l’estrena, Sundance Selects va adquirir els drets de distribució de la pel·lícula als Estats Units. També es va projectar al Festival Internacional de Cinema de Toronto l'11 de setembre de 2018 i al Festival de Cinema de Nova York el 2 d'octubre de 2018. Va ser estrenada a França el 16 de gener de 2019.

## Recepció
A Rotten Tomatoes, la pel·lícula té una puntuació d'aprovació del 87 % basada en 149 ressenyes i una puntuació mitjana de 7.2/10. El consens crític del lloc web diu: "Ben interpretada i ben escrita, Doubles Vies troba l'escriptor i director Olivier Assayas treballant en una línia còmica que canalitza els ancestres clàssics mentre es manté completament fresc"."A Metacritic, la pel·lícula té una mitjana ponderada de 79 sobre 100, basada en 27 crítics, indicant "crítiques generalment favorables".
David Ehrlich d'IndieWire va donar a la pel·lícula una nota de B+, afirmant que "aquesta reflexió de final de carrera, alegre i prudentment optimista, fa que Assayas s'interrogui com atribuïm significat a les coses (i valor a les persones) en un món que sembla que s'està remodelant cada dia més ràpid." Ho va descriure com "un recordatori ansiós, però estranyament calmant! - que el canvi és l'única constant veritable i que dirigir el corrent és molt més fàcil que lluitar-hi." Jon Frosch de The Hollywood Reporter va escriure: "L'interès del cineasta per les forces de la globalització, una línia temàtica en un conjunt de treballs que abasta l'espectre dels estranys exercicis de gènere a peces d'època elegants; de fet, demostra molt present en aquest retrat enginyós, ressonant i ricament perceptiu de persones atrapades enmig d'un país que canvia ràpidament." Jay Weissberg de Variety va elogiar "la creixent lleugeresa del to".